# Cara (canción)
«Cara» es una canción interpretada por el cantautor italiano Christian perteneciente al LP "Cara" publicado en el año 1984. Fue escrita por el compositor Mario Balducci y arreglada y dirigida por el guitarrista, arreglista y director de orquesta italiano Pinuccio Pirazzoli.

## Antecedentes y lanzamiento
La canción fue publicada como sencillo en 1984 y participó en el Festival de la Canción de San Remo de 1984obteniendo el tercer lugar, perdiendo ante los trabajos de Al Bano & Romina Power "Ci Sara" y "Serenata" de Toto Cutugno. De todas formas sería un gran éxito de ventas y dio la vuelta al mundo convirtiéndose en una de las canciones más conocida del cantante.
En 1985 la discográfica Phillips, lanzó el LP en Argentina incluyendo una versión inédita de "Cara" en Español.

## Lista de canciones del sencillo
1. «Cara»                  3:35
2. «Un Giorno In Più» 2:45[4]